# Thomas Spur
Der Thomas Spur ist ein markanter Felssporn in der antarktischen Ross Dependency. Im Königin-Maud-Gebirge erstreckt er sich vom Rawson-Plateau ostwärts zwischen dem Moffett- und dem Tate-Gletscher.
Der United States Geological Survey kartierte ihn anhand eigener Vermessungen und Luftaufnahmen der United States Navy aus den Jahren von 1960 bis 1964. Das Advisory Committee on Antarctic Names benannte ihn 1967 nach Harry F. Thomas, Meteorologe auf der Amundsen-Scott-Südpolstation im antarktischen Winter 1960.